# Tektur (Bauplanung)
Als Tektur (auch Tekturklappe) bezeichnet man im Bauwesen die Änderung eines Bauantrages durch den Antragsteller.

## Begriffsherkunft
Der Begriff Tektur bezeichnet eigentlich einen Deckstreifen mit dem richtigen Text, der über eine falsche Stelle in einem Buch geklebt wird oder aber ein Blatt mit Ergänzungen, das in Bücher, Broschüren o. Ä. eingeklebt wird. Entsprechendes gilt für aufgeklebte oder aufklappbare, gezeichnete Planänderungen auf Architekturzeichnungen, woraus der Begriff einschränkend auf Änderungen von Bauanträgen bzw. Baugenehmigungen übertragen wurde.

## Tektur im Baurecht
Tektur-Pläne werden benötigt, wenn die im Bauantrag überreichten Pläne nachträglich verändert und genehmigt werden sollen.
Alle Änderungen an bereits dem Bauamt vorgelegten Plänen, wie etwa der Wegfall oder die zusätzliche Planung eines Fensters, müssen vor ihrer Realisierung als Tektur nachgereicht werden. Dazu gehören auch alle weiteren Dokumente, welche von der Änderung betroffen sind, wie etwa die Baubeschreibung, die Flächenberechnungen, die Rohbaukosten etc.

## In Österreich
In Österreich gibt es den Begriff Tektur nicht; hier heißt es Auswechslungsplan.